# Сырая Скопкартная

Сырая Скопкартная — река в России, протекает в Александровском районе Пермского края. Устье реки находится в 28 км по правому берегу реки Чаньва. Длина реки составляет 12 км.
Исток реки на отрогах Среднего Урала в лесном массиве в 5 км к северо-востоку от посёлка Скопкортная. Генеральное направление течения — юго-запад. Приток — Сухая Скопкартная (лв). В среднем течении на правом берегу реки стоит посёлок Скопкортная. В трёх километрах к юго-западу от него впадает в Чаньву.

## Данные водного реестра
По данным государственного водного реестра России относится к Камскому бассейновому округу, водохозяйственный участок реки — Кама от города Березники до Камского гидроузла, без реки Косьва (от истока до Широковского гидроузла), Чусовая и Сылва, речной подбассейн реки — бассейны притоков Камы до впадения Белой. Речной бассейн реки — Кама.
По данным геоинформационной системы водохозяйственного районирования территории РФ, подготовленной Федеральным агентством водных ресурсов:
- Код водного объекта в государственном водном реестре — 10010100912111100007215
- Код по гидрологической изученности (ГИ) — 111100721
- Код бассейна — 10.01.01.009
- Номер тома по ГИ — 11
- Выпуск по ГИ — 1